# Аріан сапфіровогорлий
Аріа́н сапфіровогорлий (Chionomesa lactea) — вид серпокрильцеподібних птахів родини колібрієвих (Trochilidae). Мешкає в Південній Америці.

## Опис

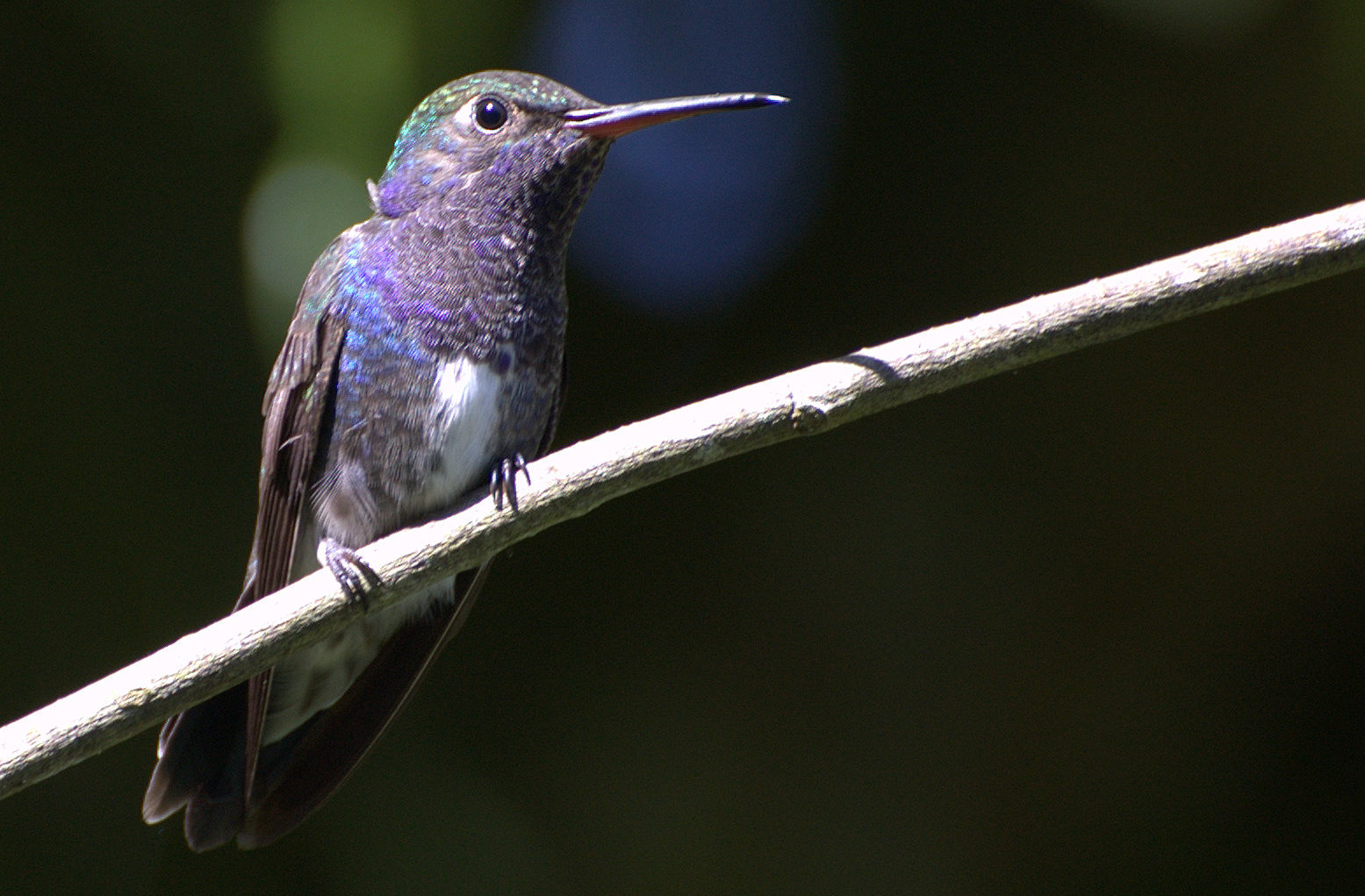
Сапфіровогорлий аріан

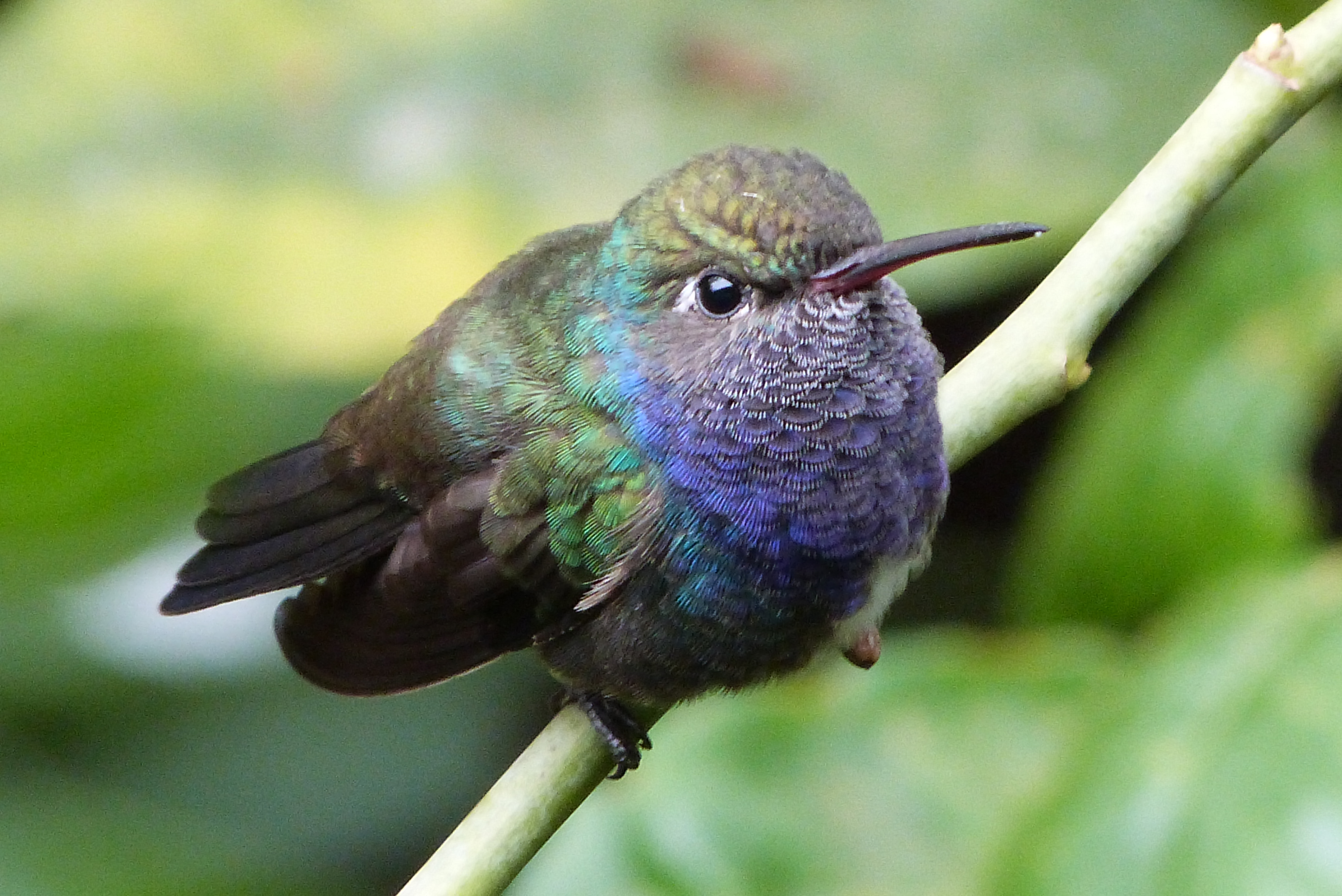
Сапфіровогорлий аріан

Довжина птаха становить 8-11 см, вага 3,6-5 г. У самців верхня частина тіла темно-бронзово-зелена або золотисто-зелена, горло і верхня частина грудей фіолетово-сині, блискучі, нижня частина грудей біла, живіт сіруватий, нижні покривні пера хвоста білуваті, поцятковані коричневими смужками. Центральні стернові пера блискучо-зелені або бронзово-зелені, на кінці більш темні, крайні стернові пера синювато-чорні. Дзьоб прямий, довжиною 20 мм, зверху чорнуватий, зниз рожевуватий або роговий з темнуватим кінчиком, за очима невеликі білі плямки.
Самиці мають подібне забарвлення, однак горло у них сірувате, поцятковане блискучими бірюзовими плямками, а крайні стернові пера у них мають сіруваті кінчики. Забарвлення молодих птахів є подібне до забарвлення самиць, однак нижня частина тіла у них більш сірувата.
У самців підвиду C. l. zimmeri на горлі є блискуча фіолетово-синя пляма, менша, ніж у представників номінативного підвиду. У самиць цього підвиду горло і живіт більш білі. У самців підвиду C. l. bartletti тім'я більш яскраво-зелене, ніж у представників номінативного підвиду, пера на горлі у них мають сіруваті краї, центральна частина живота зеленувата, нижня частина живота сірувата, нижні покривні пера хвоста більш коричнюваті. Самицці мають подібне забарвлення, однак більш тьмяне. Горло і груди у них поцятковані білими і сірими плямками. а живіт більш білий, ніж у самиць номінативного підвиду.

## Підвиди
Виділяють три підвиди:
- C. l. zimmeri (Gilliard, 1941) — тепуї Гвіанського нагір'я на південному сході Венесуели (зокрема, Ауянтепуй в штаті Болівар);
- C. l. lactea (Lesson, RP, 1832) — схід Бразилії (від південної Баїї через Мінас-Жерайс, Ріо-де-Жанейро і Сан-Паулу до Парани);
- C. l. bartletti (Gould, 1866) — схід і південний схід Перу, північ Болівії і прилеглі райони західної Бразилії.

Деякі дослідники виділяють підвид C. l. bartletti у окремий вид Chionomesa bartletti.

## Поширення і екологія
Сапфіровогорлі аріани мешкають в Перу, Болівії, Бразилії і Венесуелі. Вони живуть у відкритих і напіввідкритих ландшафтах, зокрема на узліссях вологих рівнинних і гірських тропічних лісів, на галявинах, в галерейних лісах, у вторинних заростях, а також в саванах серрадо, на луках кампос-рупестрес, на плантаціях і садах. Зустрічаються на висоті до 1000 м над рівнем моря, у Венесуелі на висоті від 1100 до 1400 м над рівнем моря.
Сапфіровогорлі аріани живляться нектаром різноманітних квітучих трав, чагарників, ліан і дерев, а також дрібними комахами, яких ловлять в польоті. Вони віддають перевагу нектау рослин з родин бобових, мальвових, геліконієвих і бромелієвих і маренових, а також, меншою мірою, вербенових і плакунових. Самці захищають кормові території.
Сезон розмноження у сапфіровогорлих аріанів триває з жовтня по січень. Гніздо чашоподібне, робиться з рослинного пуху і павутиння, покривається зовні лишайником, розміщується на горизонтальній гілці. В кладжці 2 яйця. інкубаційний період триває 14 днів, пташенята покидають гніздо через 22-23 дні після вилуплення.